# Дедюхина, Ольга Сергеевна
Ольга Сергеевна Дедюхина (в девичестве Филиппова; род. 6 февраля 1993, Новопавловка, Петровск-Забайкальский район, Читинская область) — российская биатлонистка, неоднократная чемпионка и призёр чемпионата России. Мастер спорта России.

## Биография
Воспитанница забайкальского биатлона, первый тренер — Виктор Владимирович Еньков. На взрослом уровне выступает за Красноярский край и Академию биатлона. Тренеры — А. А. Гербулов, Е. В. Калиновский, Л. П. Панова, Д. В. Усов.
Чемпионка Зимней спартакиады учащихся России (2009), победительница и призер юношеского первенства Сибирского федерального округа (2011).
На чемпионатах России неоднократно выигрывала золотые медали, в том числе в 2016 и 2017 годах — в смешанной эстафете, в 2017 году — в женской эстафете. Также неоднократно становилась серебряным призёром. На чемпионате страны по летнему биатлону завоёвывала бронзовые медали в эстафете.
До начала сезона 2017/18 выступала под фамилией Филиппова.
Окончила Забайкальский государственный университет (Чита).